# Cultura di Yangshao

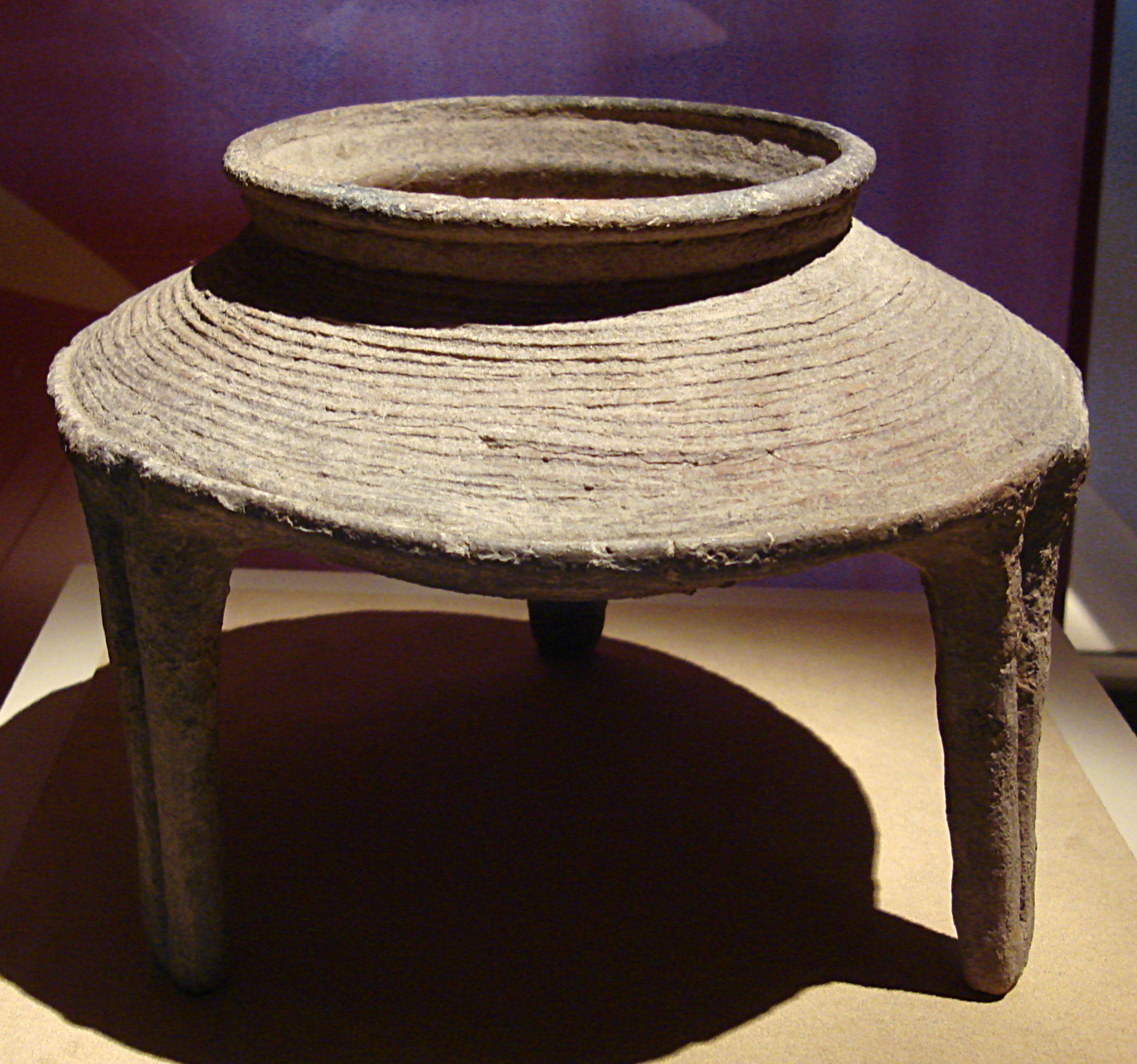
Ding, vaso tripode, manufatto della cultura di Yangshao.

La cultura di Yangshao (仰韶文化S, Yǎngsháo wénhuàP) fu una civiltà neolitica insediata nel bacino centrale del Fiume Giallo, in Cina. Il nome deriva dal primo insediamento ritrovato nel 1921 a Yangshao, nella provincia cinese del Henan, dall'archeologo svedese Johan Gunnar Andersson.
Datata fra il 5000 e il 3000 a.C., la cultura di Yangshao fu diffusa principalmente nelle province del Henan, Shaanxi e Shanxi.

## Caratteristiche
I mezzi di sussistenza delle popolazioni della cultura di Yangshao erano diversificati. Praticavano la coltivazione del miglio e, in alcuni villaggi, anche del riso. In alcuni insediamenti sono stati trovati edifici rialzati che si ritiene siano stati usati come granai per la conservazione del raccolto. Era praticato l'allevamento di maiali, polli, cani, ovini e bovini, ma la fonte di carne principale derivava dalla caccia e dalla pesca. L'allevamento del baco da seta era già conosciuto.
Gli attrezzi, altamente specializzati, erano in pietra levigata ed osso.

## Artigianato

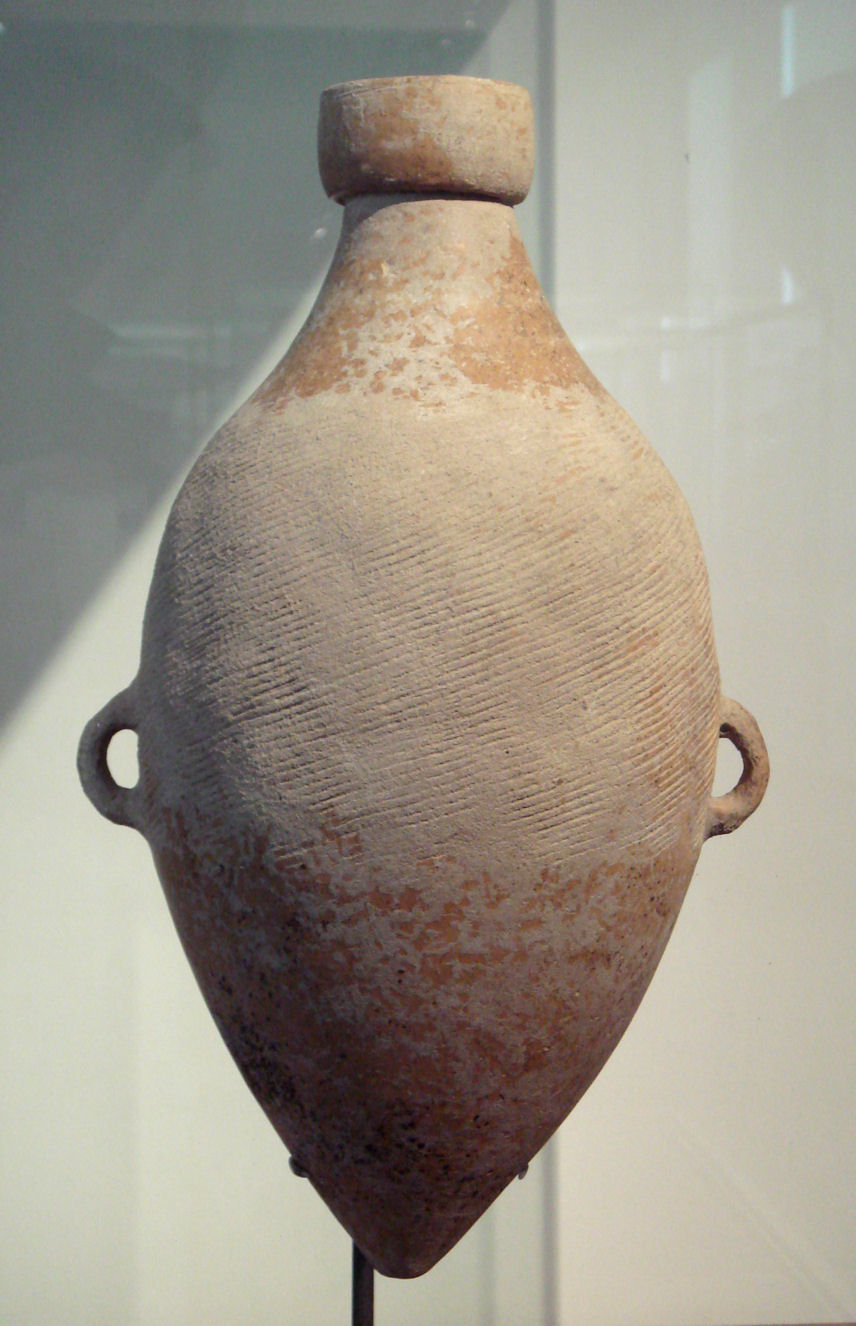
Anfora, da Banpo

Gli artigiani della cultura di Yangshao producevano vasellame bianco, rosso, marrone e nero, dipinto con disegni geometrici o decorazioni di animali e antropomorfe. La fattura del vasellame era piuttosto raffinata, anche se non era ancora entrato in uso il tornio come avvenne invece nella successiva cultura di Longshan.
 
Anche le ceneri dei bambini cremati erano deposte in contenitori di ceramica dipinta.

## Struttura sociale
Gli studi iniziali facevano ritenere che l'organizzazione sociale fosse di tipo matriarcale; altri studiosi ritengono che ci sia stata una transizione tra matriarcato e patriarcato, mentre alcuni ritengono che sia sempre stata di tipo patriarcale. Le differenze interpretative sono legate a differenti interpretazioni delle pratiche di sepoltura.

## Siti
Un tipico insediamento della cultura di Yangshao si trova a Banpo vicino a Xi'an, nella provincia di Shaanxi. L'insediamento di forma ovale, che occupa un'area di 50 000 metri quadrati, comprende case, granai, recinti per gli animali e luoghi di sepoltura. Era circondato da un fossato di protezione.

Un altro insediamento importante è stato ritrovato a Jiangzhai (姜寨), anch'esso circondato da un fossato circolare.
In entrambi i siti è stato trovato del vasellame con segni di incisioni che alcuni studiosi hanno interpretato come numeri o come precursori di una forma di scrittura, mentre altri ritengono che queste interpretazioni siano al momento premature.

## Fasi
La cultura di Yangshao si distingue in diverse sottoculture e fasi, caratterizzate da diversi tipi di vasellame e di disegni:
- Banpo, circa 4800 - 4200 a.C.
- Miaodigou, circa 4000 - 3000 a.C., succeduta a Banpo
- Majiayao, circa 3300 - 2000 a.C., a Gansu, Qinghai
- Banshan, circa 2700 - 2300 a.C., succeduta a Majiayao
- Machang, circa 2400 - 2000 a.C.